# Місцевошановані святі
Місцевошановані святі — в православ'ї, святі, канонізовані для вшанування в межах окремої єпархії, тобто не мають загальноцерковного шанування.
Характер шанування місцевошанованих святих і загальноцерковних однаковий. Допомоги святих просять у громадських церковних молитвах, на їх честь складають служби, в їх ім'я освячуються престоли й церкви, їм влаштовують щорічні свята, їх зображення шанують як ікони; шанують також їх мощі.

## Процедура канонізації
Для зарахування до лику місцевошанованих святих необхідно:
- Соборне рішення правлячого архієрея, кліру і мирян єпархії;
- Позитивне рішення комісії Священного Синоду по канонізації святих;
- При позитивному рішенні комісії — затвердження Предстоятелем.

При цьому критерії канонізації (бездоганна віра, християнські чесноти, виявлені Богом через людину дива для місцевошанованих святих аналогічні загальноцерковним святим.
Шанування мощей, складання молитов, написання ікон місцевошанованих святих можливе тільки після їх канонізації (це правило стосується і загальноцерковних святих).
У низці випадків після місцевого прославлення святих канонізують і для загальноцерковного шанування і направляють імена новопрославлених святих предстоятелям інших помісних православних церков для включення їх в святці.